# Arbrå Fornhem

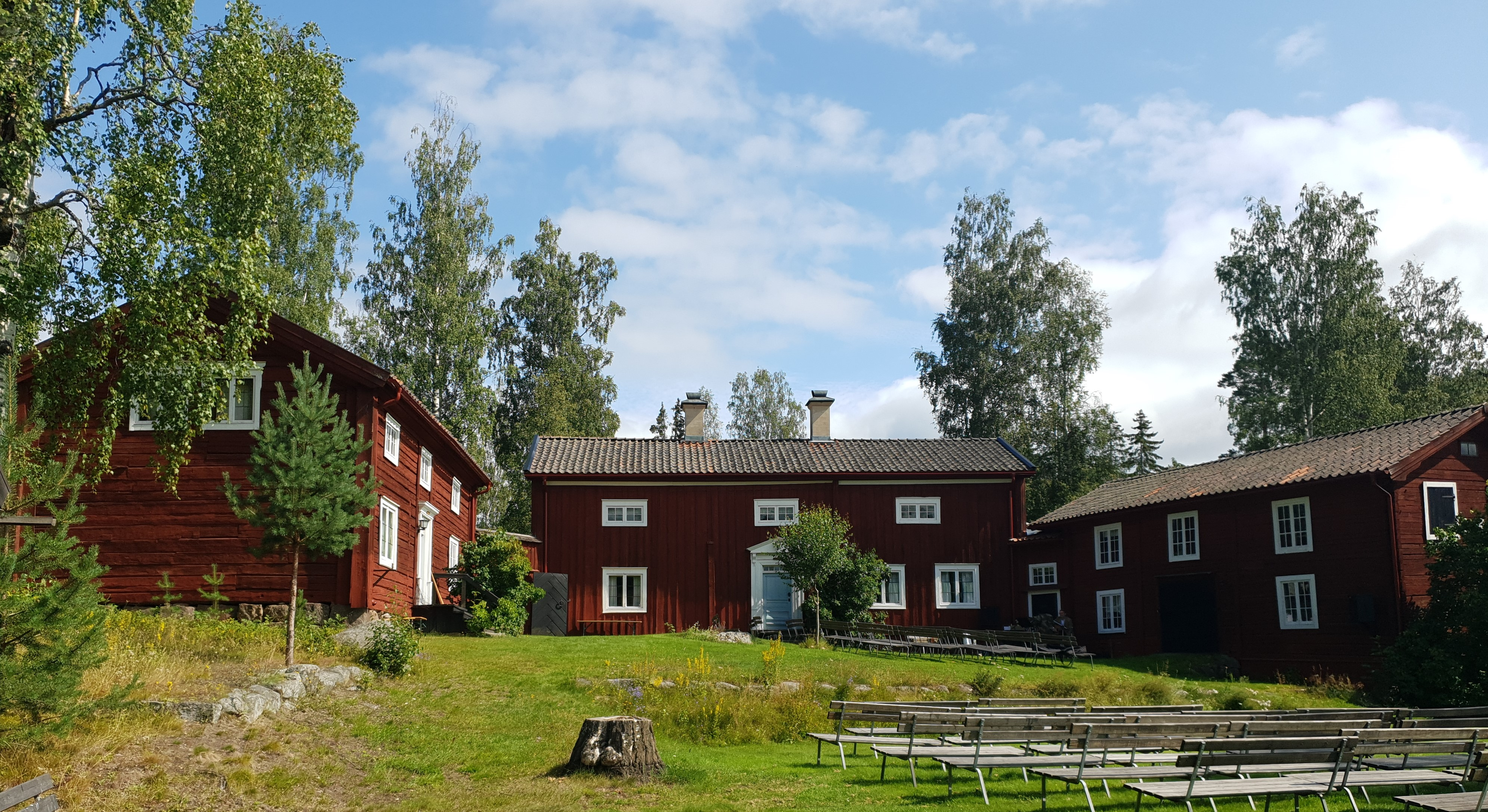
Fornhemmet med Erslars-byggningen i mitten.

Arbrå Fornhem är ett hembygdsmuseum i form av en hälsingegård på Solbacken i Arbrå i Hälsingland. Fornhemmet som invigdes 1930 har bildats genom att äldre byggnader flyttats dit och arrangerats för att skapa en för landskapet typisk bondgårdsmiljö.
Gården består av ett 15-tal byggnader från 1700-talet och framåt, kompletta med tidstypisk inredning. I fornhemmets verksamhet ingår utställningar och guidade turer. Till de fasta utställningarna hör en om "Delsbostintan" Ida Gawell-Blumenthal.

## Historia
Arbrå Hembygds- och Fornminnesförening bildades 1921 med Johan Ericsson i Vallsta som ordförande, Per Andersson i Koldemo som kassör och Erik Gustaf Wengelin (1855–1935) som sekreterare. Föreningen fick år 1923 tomtytan på Solbacken i gåva från en av sina styrelseledamöter och flyttade samma år dit ett härbre från Jon-Pers i Kyrkbyn, som fick inhysa föreningens samlingar. Under 1920-talet flyttades ytterligare byggnader dit. Bland dem ingick en trösklada komplett med skäktverk som flyttades från Flästa. Erik Gustaf Wengelin har framhållits som initiativtagare och även kallats "fornhemmets skapare". Antalet katalogiserade föremål i samlingarna har ökat med tiden och steg från omkring 1 400 år 1962 till drygt 6 000 år 2014.

## Galleri

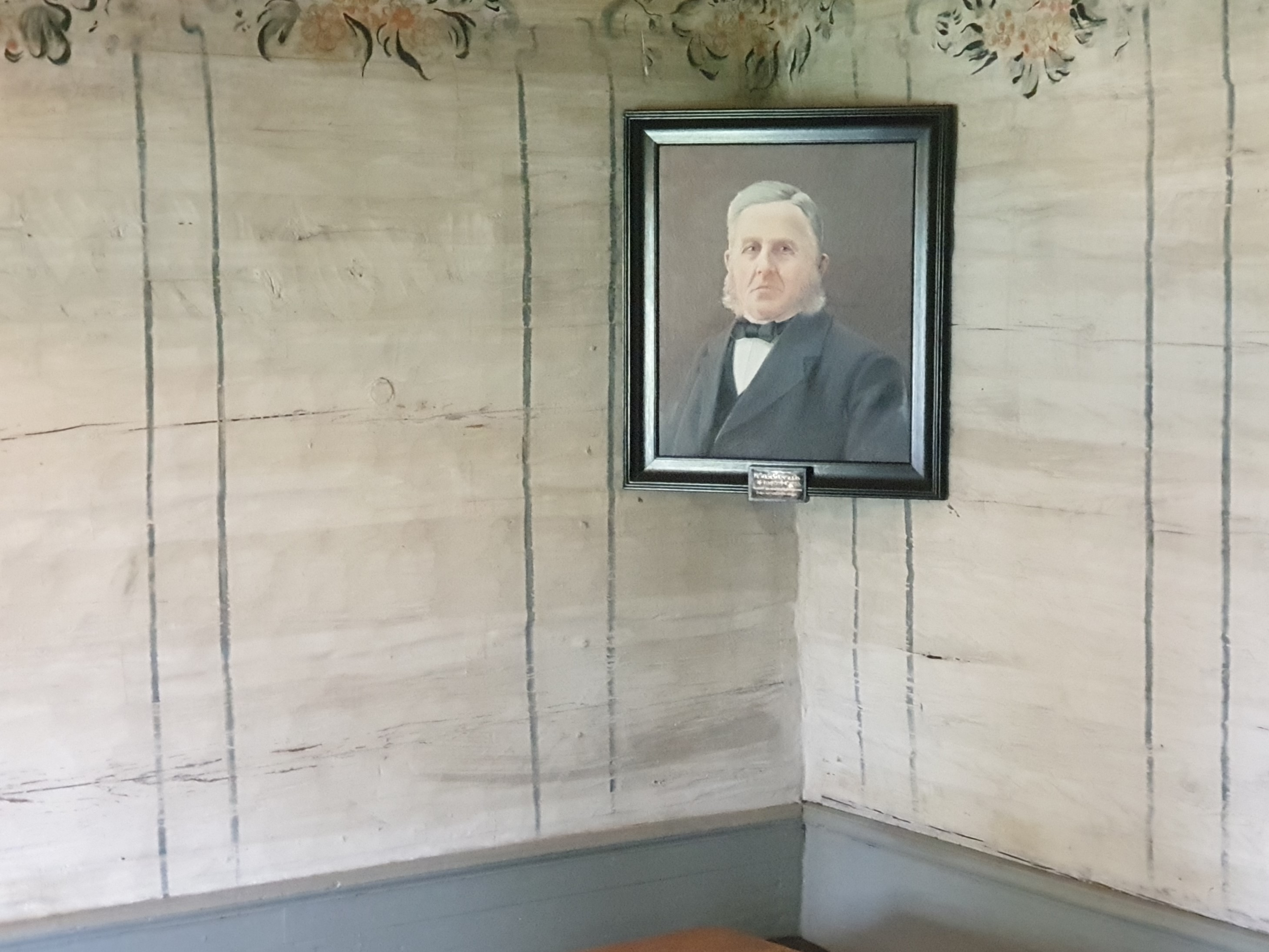
Fornhemmets skapare Erik Gusaf Wengelin, porträtt av arbråkonstnären Ernst Lindgren. Porträttet hänger i Erslars-byggningen och har gett namn åt Wengelin-rummet.
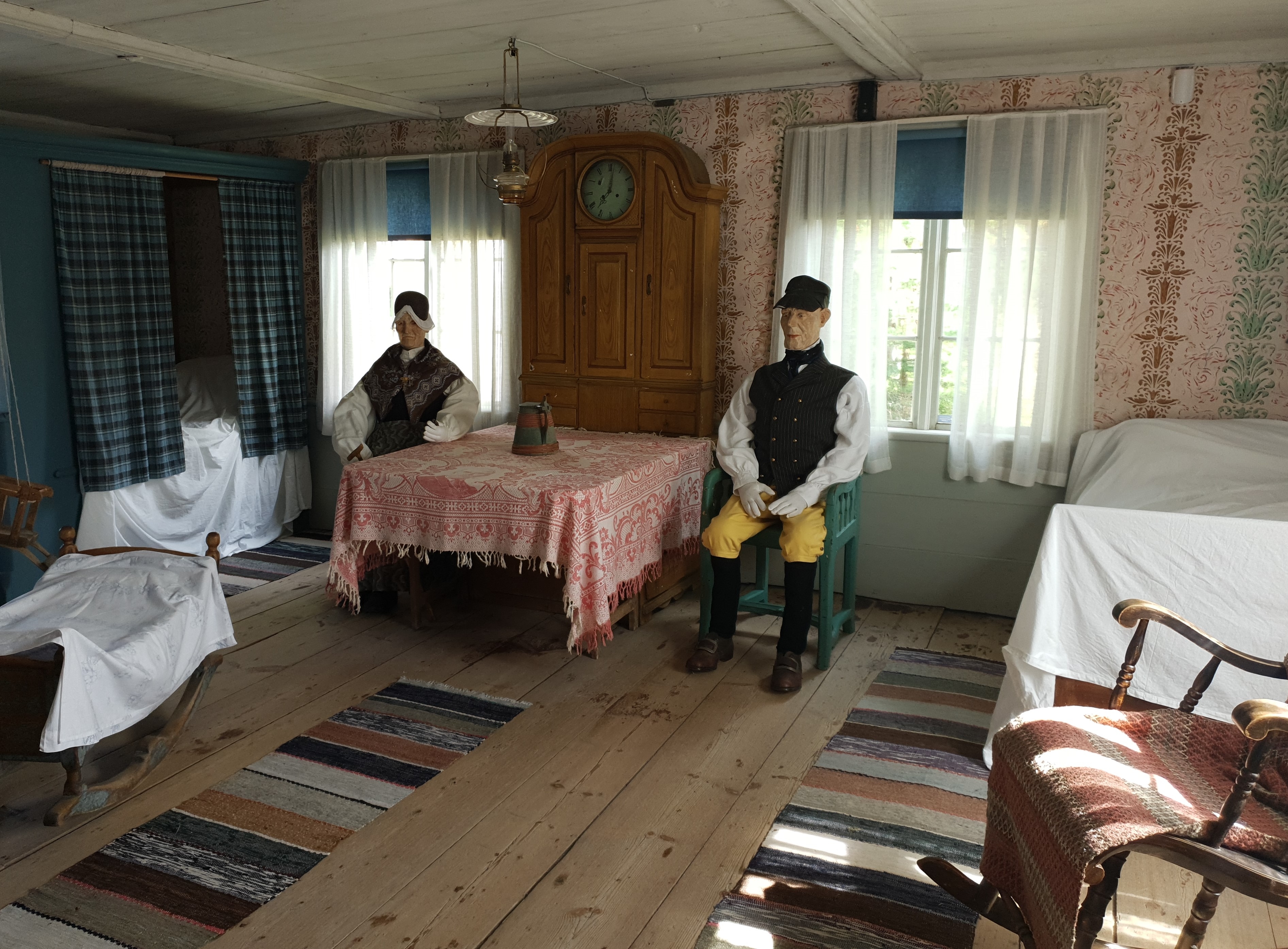
Arbrådräkter på dockor i naturlig storlek utställda i Häggbyggingen Arbrå Fornhem. Dräkterna är gjorda av Julius Forsman från Flästa.
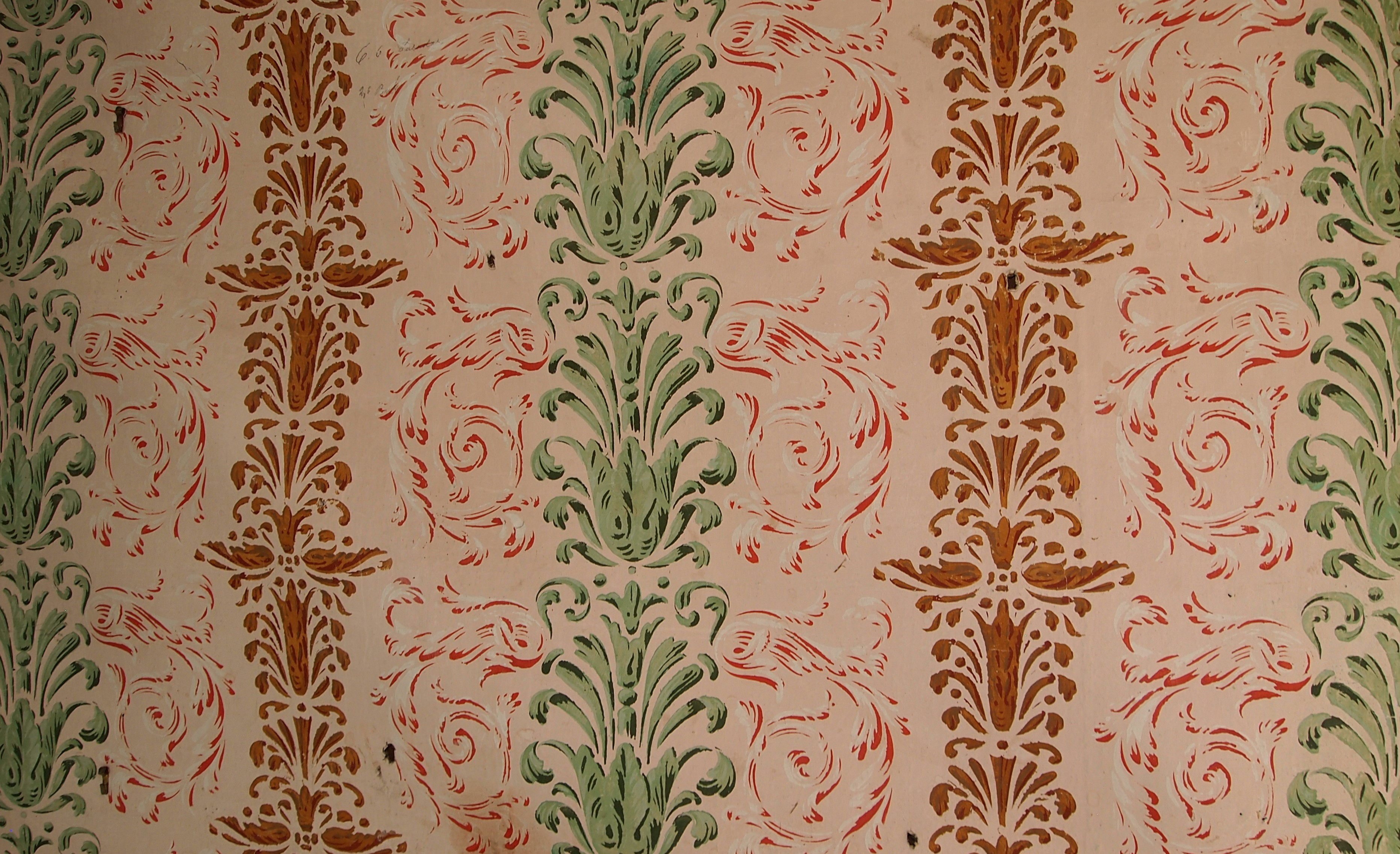
Schablonmålade väggar i Häggbyggingen troligen utförda av Anders Åsberg.